# Fête du livre jeunesse de Villeurbanne
La Fête du livre Jeunesse de Villeurbanne est une manifestation de littérature jeunesse, qui se déroule chaque printemps à Villeurbanne. Elle est une manifestation faisant partie de la région comme le Lyon BD festival, la Fête du livre de Bron, Quais du Polar, les Assises Internationales du Roman, la Fête du livre de Saint-Étienne et le Printemps du livre de Grenoble.

## Origine
Créée en 2000 par Gérard Picot,, la Fête du livre Jeunesse de Villeurbanne réunit chaque année, depuis 2015, plus de 30 000 visiteurs,.
Autour d'un thème différent à chaque édition, et en présence d'un auteur et/ou illustrateur invité d'honneur, la Fête propose des rencontres littéraires, des spectacles de rue, des représentations théâtrales, des expositions et des ateliers artistiques.
L'édition 2018, intitulée « Bienvenue ! », réunit 130 auteurs illustrateurs et intervenants.
En 2019, le thème « La Fête » est choisi, pour la 20ème édition de l'événement,.
En 2020, c'est avec le thème « Même pas peur ? » que la Fête du livre Jeunesse de Villeurbanne revient.

### Listes des éditions
- 2000 : 1re édition
- 2001 : L'Odyssée, le voyage imaginaire - Invitée d'honneur : Nathalie Novi
- 2002 : Gentils et Méchants - Invité d'honneur : Lionel Le Néouanic (du collectif d'artistes Les Chats Pelés)
- 2003 : L'Autre - Invités d'honneur : Fred Bernard et François Roca
- 2004 : Les Derniers Géants - Invité d'honneur : François Place
- 2005 : Langages - Invitée d'honneur : Aurélia Grandin
- 2006 : Je me souviens - Invité d'honneur : Bruno Heitz
- 2007 : Je me souviens... de demain - Invités d'honneur : Katy Couprie et Antonin Louchard
- 2008 : Et toi, ton toit ? - Invitée d'honneur : Cécile Gambini
- 2009 : États de Fête - Invité d'honneur : Christian Voltz
- 2010 : Résister[6] - Invité d'honneur : Zaü
- 2011 : Filles & garçons naissent égaux, certains plus que d'autres - Invitée d'honneur : Carole Chaix
- 2012 : Couleurs - Invité d'honneur : Hervé Tullet
- 2013 : Mouvements[7] - Invités d'honneur : Anouck Boisrobert et Louis Rigaud
- 2014 : Soyons fous[8] - Invité d'honneur : Gilbert Legrand
- 2015 : Cap ou pas Cap ?[3],[9] - Invitée d'honneur : Delphine Perret
- 2016 : Je(u) en construction - Invitée d'honneur : Claire Cantais
- 2017 : On va se faire entendre - Invité d'honneur : Gaëtan Dorémus
- 2018 : Bienvenue ![4],[10] - Invitée d'honneur : Marie Caudry
- 2019 : La fête ![2] - Invitées d'honneur : Claire Dé, Claudine Desmarteau[5]
- 2020 : Même pas peur ? - Invité d'honneur : Adrien Albert
- 2021 : Pas si bête - Invité d'honneur : Antoine Guillopé
- 2022 : Grandir - Invitée d'honneur : Magali Le Huche
- 2023 : En Corps ! -  Invitée d'honneur : Aurore Petit
- 2024 : Quand on arrive en livre : Vincent Pianina